# Galluzzo
Galluzzo è una frazione di Firenze che si trova nella parte più meridionale del comune, nel Quartiere 3, nota soprattutto per la Certosa, edificata nel 1341 da Niccolò Acciaiuoli.

## Storia

### Il comune autonomo
Fu comune autonomo dal 1881 fino al 1931, con soppressione formale nel 1928, quando con il R.D. 2562 1/11/1928, che prevedeva l'espansione del territorio comunale fiorentino, una parte fu assegnata al comune di Firenze (il capoluogo comunale e le frazioni di San Felice ad Ema e Cascine del Riccio); un'altra al neonato comune di Scandicci (già Casellina e Torri fino alla stessa data) con la frazione di Giogoli; una terza al comune di Bagno a Ripoli (campagna di Grassina) e la restante parte andò a formare l'attuale comune di Impruneta.
Al momento della soppressione, il comune aveva circa 22 000 abitanti ed era il più popolato della provincia fiorentina dopo Prato ed Empoli; la sua circoscrizione comunale confinava con quelle di Firenze, Casellina e Torri, San Casciano in Val di Pesa, Greve in Chianti e Bagno a Ripoli. Il comune, che al momento dell'unità nazionale si estendeva per circa 68 km², aveva già visto ridursi il proprio territorio nel 1865, quando col Regio Decreto N°2412 del 26 luglio aveva ceduto al comune di Firenze una fascia di territorio compresa tra le mura della città e la località delle Due Strade.
La località del Galluzzo viene citata da Dante Alighieri nel XVI canto del Paradiso (vv 52-55) della Divina Commedia
(Dante Alighieri, Divina Commedia)

### Il nome
Alcuni attribuiscono l'origine del curioso nome del borgo alla nobile famiglia Galluzzo o Galluzzi (nei testi di archivio in latino compaiono come Gallutius) di antiche origini bolognesi e legata al partito guelfo, che in questa zona aveva possedimenti ed esercitava l'attività di "biadaioli", e che aveva per stemma proprio un gallo d'oro in campo azzurro, o nel ramo dei podestà di Volterra, portava in araldo un gallo rosso in campo d'argento. Altri ancora affermano che il nome Galluzzo derivi da una vecchia osteria posta lungo la strada che da Firenze andava verso Roma, che aveva un'insegna appunto a forma di gallo di probabile origine romana. Va detto anche però che questa insegna non era altro che la riproduzione di un galletto scolpito sopra una pietra miliare a colonna posta ai bordi di quella strada. È probabile che quest'ultima ipotesi sia la più accettabile, dato che anche lo storico Andrea Dei, nella sua Cronica Senese del 1253 afferma che "una compagnia di armati senesi e pisani fece una rapida scorreria infino alla pietra del Galluzzo presso Firenze, e per onta tagliarono il capo al galluzzo".
Il tardo duecentesco borgo del Galluzzo Vecchio, che in origine doveva essere costituito da una quindicina di case e ville sparse tra il ponte della Certosa e la chiesa di Santa Lucia a Massapagani, si sviluppò con un gruppo di edifici di abitazioni, sorto all'angolo di via Massapagani con via Barni attorno ad una casa da signore del '300.

### Stemma
Lo stemma del Comune portava: «d'oro, al gallo ardito di nero (sulla campagna di verde) (talvolta è presente un giglio di rosso nel cantone in alto a destra dello scudo)»

## Economia

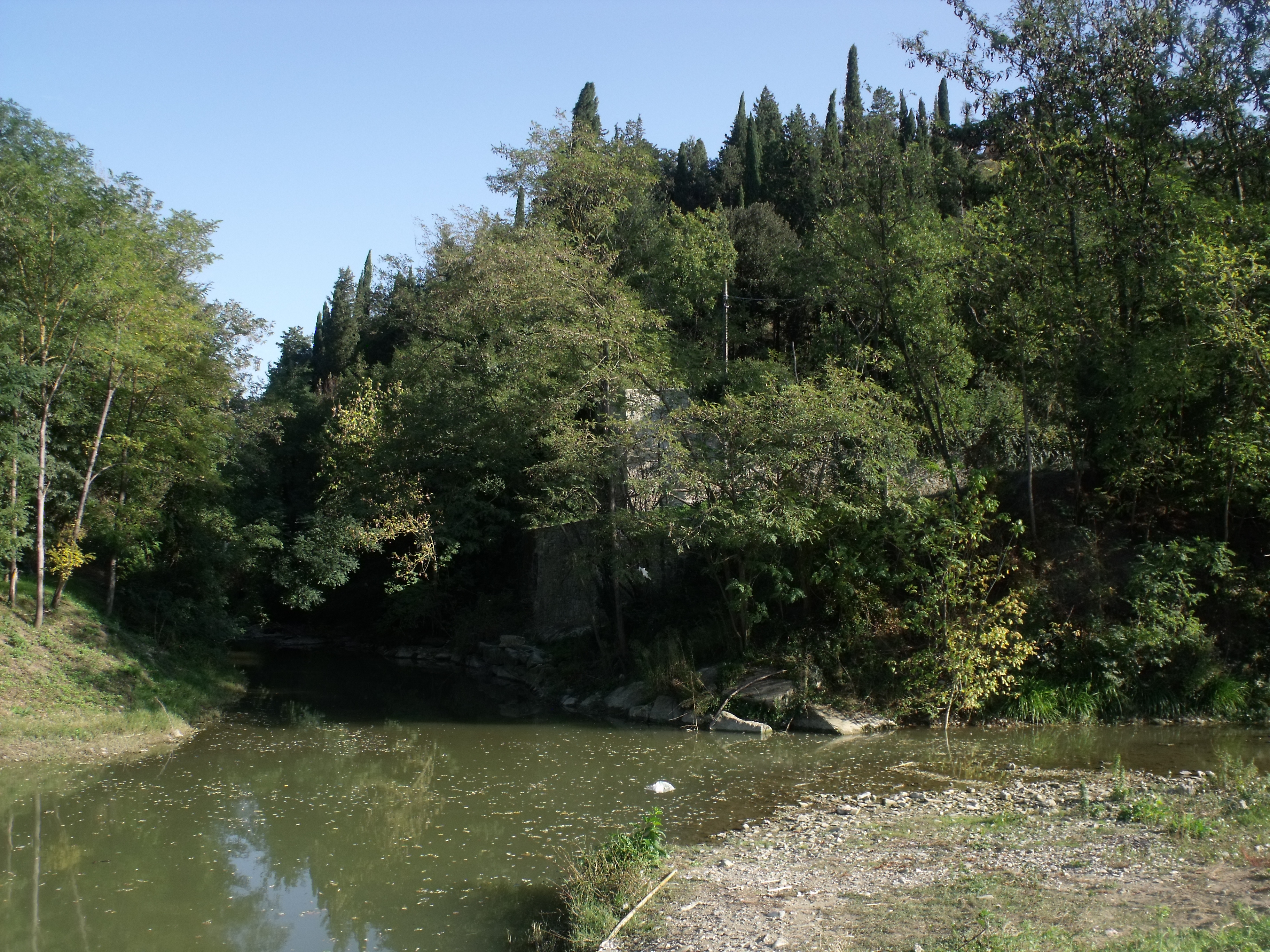
Confluenza dell'Ema nella Greve.

Anticamente zona di artigiani e di lavoratori della terra, il Galluzzo ebbe relativamente pochi abitanti fino alla metà dell'Ottocento. Quanto alle attività prevalenti, data la vicinanza di Impruneta, fin da XVI secolo vi fu una consistente presenza dell'industria delle fornaci, mentre in epoche più recenti, oltre alle fornaci, si aggiunsero gli impianti per la produzione del cemento. All'inizio del '900 era presente anche una serie di altre industrie, poi scomparse, quali un grande mulino con annesso pastificio e un opificio dove si estraeva dell'olio dalla sansa per mezzo del solfuro di carbonio, e con esso si producevano poi saponi di vari tipi. La particolare conformazione litologica delle colline circostanti ha poi dato la possibilità di aprire varie cave per l'estrazione e la lavorazione di pietrami, le più importanti delle quali erano quelle di Monteripaldi, del Poggio ai Grilli, di Montebuoni e di Montecuccoli. Le donne della zona hanno praticato a lungo, vista l'abbondanza di torrenti, l'attività di lavandaie, a cui si affiancava quella di trecciaiole (cioè alla realizzazione di trecce necessarie per fare i cappelli di paglia).

## Luoghi d'interesse

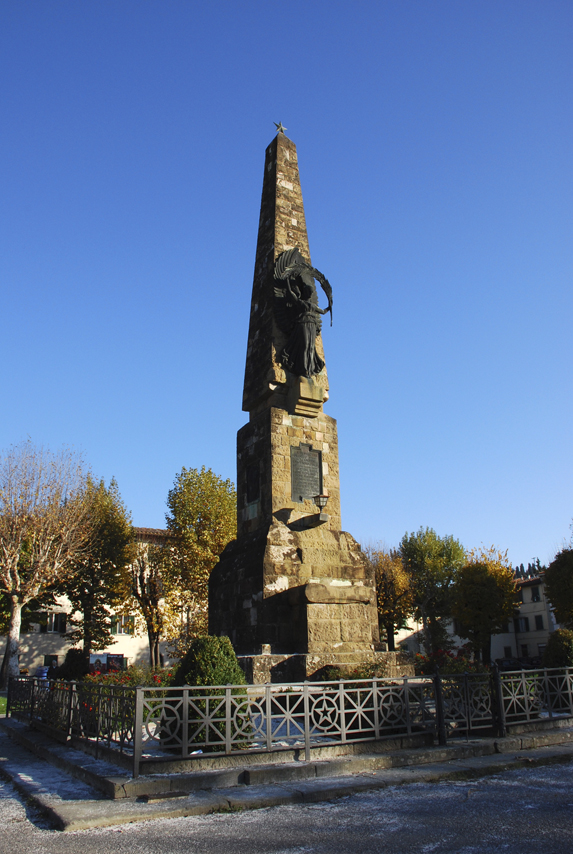
Il monumento ai combattenti della prima guerra mondiale, in piazza Acciaioli.

Cuore del centro abitato oggi è Piazza Acciaioli, in mezzo alla quale si innalza il monumento ai combattenti della prima guerra mondiale, sormontato dalla statua della Vittoria.

### Le chiese
- Certosa
- Chiesa di Santa Lucia
- Chiesa dei Santi Giuseppe e Lucia
- Chiesa di San Felice a Ema

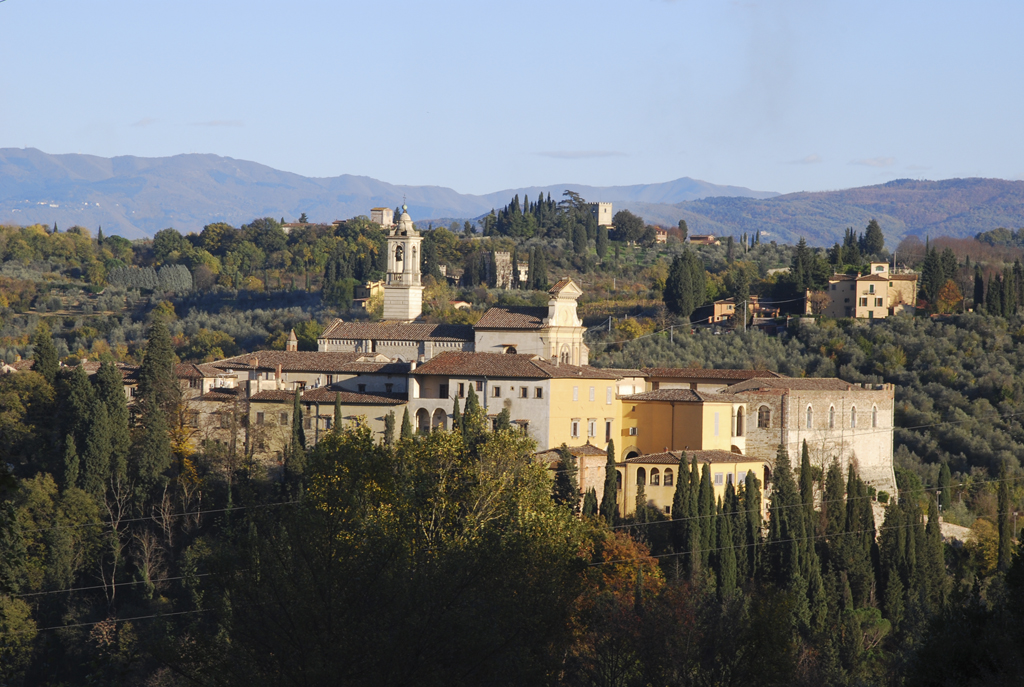
La Certosa.

- Ex Monastero di San Michele delle Campora

### I palazzi
- Palazzo del Podestà
- Palazzo del Comune
- Palagio dei Corbinelli

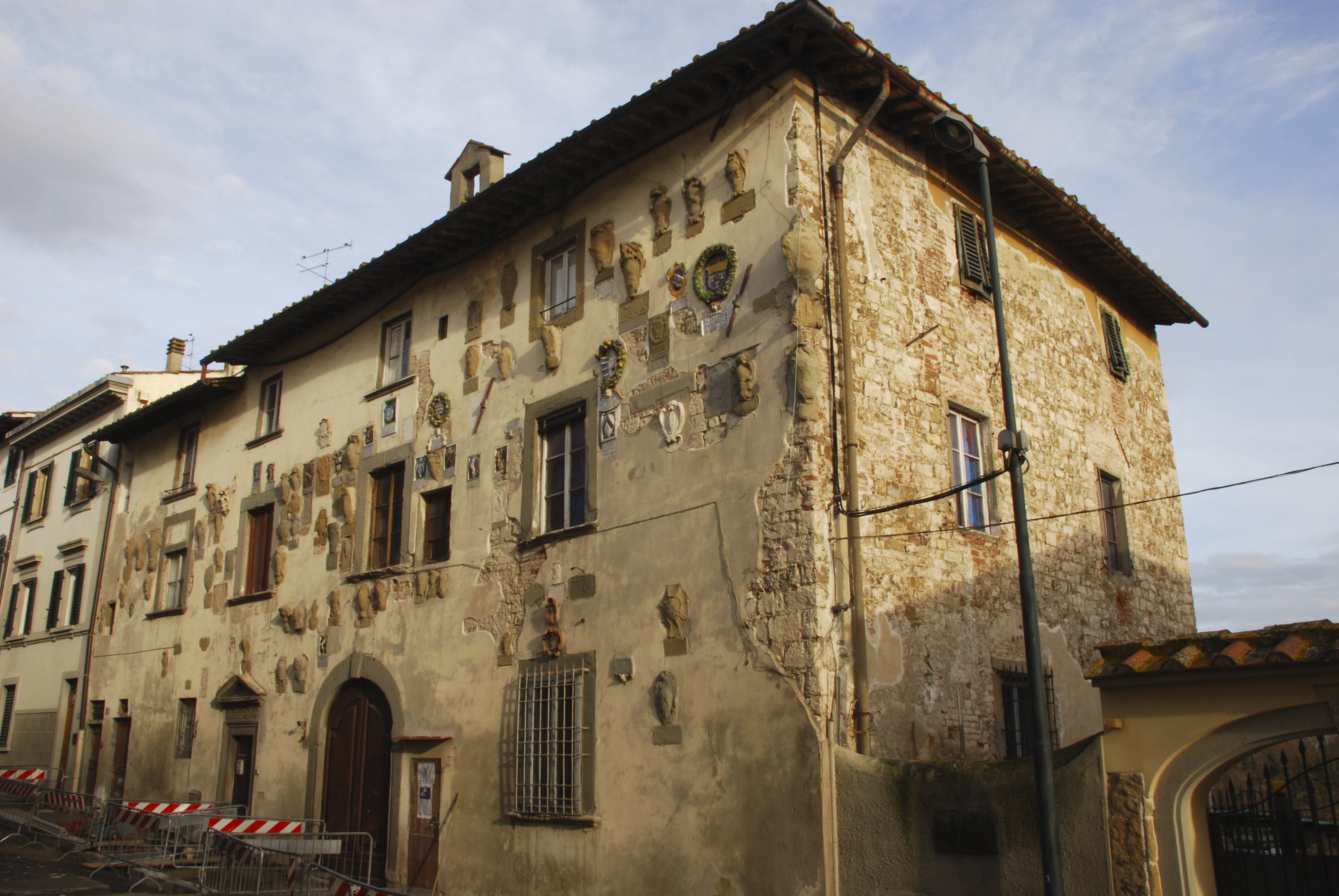
Palazzo del Podestà.

- Villa La Favorita (o Villa di Massapagani)

### Altri luoghi
- Teatro Everest
- Casa-studio Savioli
- Venerabile Confraternita della Misericordia del Galluzzo
- Villa Cinigiani

## Manifestazioni folkloristiche
Al Galluzzo esiste uno sport molto simile al Calcio Storico Fiorentino, detto della Palla pillotta, praticato già nel XVI secolo e ripristinato nel 1975. In tale gioco, che viene fatto in abiti storici, si fronteggiano due squadre (ciascuna composta da 27 giocatori con 5 portieri) i cui membri vengono sorteggiati alla vigilia della partita da un unico gruppo: i Gialli del Galluzzo Vecchio (comprendente l'area settentrionale dell'abitato) e i Blu della Corte Regia (comprendente l'area meridionale dell'abitato, inclusi piazza Acciaioli e il campo sportivo).

## Infrastrutture e trasporti
Dal 1890 al 1935 i collegamenti con Firenze, San Casciano val di Pesa e Greve in Chianti furono assicurati dalla tranvia del Chianti, che al Galluzzo aveva una delle stazioni.
Erano inoltre presenti le linee 14 fra le Logge del Mercato Nuovo e Tavarnuzze, passando per il Poggio Imperiale, e 4 nero che inizialmente da Via de' Pecori arrivava a Porta Romana e poi, dal 1927, cambiò i capolinea partendo dalle Logge del Mercato Nuovo fino a via Dante da Castiglione. Entrambe facevano parte della rete tranviaria di Firenze, smantellata entro il 1958.
Oggi i collegamenti pubblici sono assicurati dagli autobus di linea Autolinee Toscane e da una serie di autobus extraurbani diretti nel Chianti che hanno fermate anche al Galluzzo. Inoltre l'area centrale del Galluzzo rientra nella zona di copertura delle principali compagnie di car sharing attive a Firenze.
Per la sicurezza preventiva antincendio nelle infrastrutture stradali si segnala la galleria Poggio Secco (FI) nota nel settore per l'adozione di un sistema antincendio a DILUVIO ACQUA-ADDITIVO totalmente automatizzato, che attraverso due linee di ugelli installati sulle pareti laterali, eroga su sezioni di lunghezza predefinita, un liquido estinguente particolarmente efficace sulle tipologie di focolai di classe A (solidi) e/o B (liquidi) possibili in galleria.

## Sport

### Calcio
La società calcistica della frazione è la Società Sportiva Audace Galluzzo Oltrarno A.S.D., militante nel campionato di Prima Categoria Toscana 2022-2023.